# Моор, Георгий Георгиевич
Гео́ргий Гео́ргиевич Моо́р (1907, Российская империя — 2 ноября 1958, СССР) — советский учёный-геолог, исследователь геологии севера Сибири.

## Биография
Г. Г. Моор начал работы по геологии Сибирской платформы в районе Норильска ещё студентом, в возрасте 22 лет. После окончания в 1930 году Ленинградского университета по специальности петрография Г. Г. Моор работал геологом в Ленинградском институте цветных металлов, в Восточно-Сибирском геолтресте, Всесоюзном геологическом институте, Всесоюзном Арктическом институте Главного управления Северного морского пути.
В 1932—1934 годах Г. Г. Моор возглавил одну из геологических партий Анабарской экспедиции. Совершил с караваном экспедиции на оленях беспримерный, более чем 1000-километровый геологический маршрут от Жиганска до истоков Анабара. Пересёк в северо-западном направлении всю Западную Якутию. Вместе с другими участниками экспедиции впервые дал геологическое описание Лено-Анабарского междуречья.
По итогам работ экспедиции, кроме исследования обширного геологического материала, была доказана золотоносность Анабарского кристаллического щита. В своём отчёте о полезных ископаемых Г. Г. Моор подчеркнул, что «следует отметить железорудные проявления, развитые на территории массива. Сравнительно крупные скопления железа: главным образом магнетита, ассоциирующегося с кварцем и красным гранатом – достаточно распространены в кристаллической толще. Мы видим, что металлогения Анабара исключительно сложна и интересна. Здесь мы находим руды золота, никеля, железа, возможно редких металлов и платины». Спустя более четырех десятилетий его прогноз подтвердился, в результате многолетних комплексных геологических исследований было открыто уникальное по запасам и содержаниям металлов ниобий-апатитовое месторождение и крупный железорудный объект – Томтор.
Георгий Моор в 1940—1941 годах открыл провинцию ультраосновных щелочных пород, приближающихся к слюдяным кимберлитам, и научно обосновал прогноз алмазоносности севера Сибирской платформы.
В 1943 году вступил в коммунистическую партию.
В 1944—1956 годах работал заместителем начальника, а затем главным геологом Норильского комбината МВД СССР.
В 1958 году Г. Г. Моору было поручено руководство Маймечинской алмазной экспедицией Научно-исследовательского института геологии Арктики, которая вела полевые работы на севере Сибирской платформы. Целью этой экспедиции было описание одной из крупнейших в мире провинции ультраосновных-щелочных пород, Маймеча-Котуйской, с которой ассоциируется целая серия рудных месторождений. Здесь Г. Г. Моор и умер 2 ноября 1958 года.

## Научная деятельность
В 1938—1939 годах Г. Г. Моор при рассмотрении коллекции образцов Хатангской экспедиции, проводившей геологическую съёмку в бассейне правых притоков р. Хета, пришёл к выводу о перспективности северной части Сибирской платформы в отношении поисков алмазов. Впоследствии он опубликовал ряд статей, в которых открыто высказался о сходстве данной территории с алмазоносной провинцией Южной Африки, впервые применил термин «кимберлиты» к описанным породам и первым указал на возможность присутствия алмазов в этом районе.
В 1950-х годах Г. Г. Моор продолжал описывать в ряде статей сравнение массивов Сибирской платформы с кимберлитами Южной Африки.

### Публикации
Книги
- Рожков Б. Н., Моор Г. Г., Ткаченко Б. В. Материалы по геологии и петрографии Анабарского массива. — Л.: Издательство Главного управления Северного морского пути, 1936. — 132 с.
- Сакс В.Н., Моор Г. Г. Геология и петрография Алазейского плато. — М.—Л.: Главсевморпуть, 1941. — 78 с.

Статьи
- Моор Г. Г., Рожков Б. Н. К находке битуминозных пород в кембрийских отложениях северо-западной Якутии (р. Анабар) // Доклады Академии наук СССР. — 1935. — Т. 4 (9), № 6—7 (75—76). — С. 257—260.
- Рожков Б. Н., Моор Г. Г. К стратиграфии кембрия северо-восточной окраины среднесибирской платформы // Известия Академии наук СССР. Отделение математических и естественных наук. — 1935. — № 8—9. — С. 1067—1090.
- Моор Г. Г. Перспективы алмазоносности севера Центральной Сибири // Проблемы Арктики. — 1940. — № 3. — С. 124—135.
- Моор Г. Г. О слюдяных кимберлитах на севере центральной Сибири // Доклады Академии наук СССР. — 1941. — Т. 31, № 4. — С. 361—363.
- Моор Г. Г., Соболев В. С. К вопросу о сибирских кимберлитах // Минералогический сборник Львовского геологического общества. — 1957. — № 11. — С. 369—371.

## Награды и премии
- Орден Ленина (1951).
- Орден «Знак Почёта» (1949).
- Нагрудный знак «Почётному полярнику».

## Память
- Бухта на побережье Земли Уилкса (Берег Бадда) в Антарктиде носит имя Г. Г. Моора — бухта Моора[1][2].
- Именем Г. Г. Моора названы два вида ископаемых организмов[3]:

 — Robustocyathys moori Vologdin (1937) — тип археоциат, нижний кембрий северной Сибири;
 — Kootenia moori Lermontova (in Lazarenko, 1962) — класс трилобитов, нижний кембрий северной Сибири.